# Diskografie Post Malonea
Toto je seznam vydané diskografie amerického rappera a zpěváka Post Malonea.

## Alba

### Studiová alba
| Název                                                                                   | Detaily                                                       | Umístění v hitparádách | Umístění v hitparádách | Umístění v hitparádách | Umístění v hitparádách | Umístění v hitparádách | Umístění v hitparádách | Umístění v hitparádách | Umístění v hitparádách | Umístění v hitparádách | Umístění v hitparádách | Prodeje                     | Certifikace |
| Název                                                                                   | Detaily                                                       | US                     | AUS                    | CAN                    | DEN                    | IRE                    | NLD                    | NOR                    | NZ                     | SWE                    | UK                     | Prodeje                     | Certifikace |
| --------------------------------------------------------------------------------------- | ------------------------------------------------------------- | ---------------------- | ---------------------- | ---------------------- | ---------------------- | ---------------------- | ---------------------- | ---------------------- | ---------------------- | ---------------------- | ---------------------- | --------------------------- | --- |
| Stoney                                                                                  | - Vydáno: 13. prosince 2016 - Vydavatelství: Republic         | 4                      | 5                      | 5                      | 2                      | 6                      | 37                     | 2                      | 3                      | 2                      | 10                     | - US: 303,902               | - RIAA: 5× Platinum - ARIA: 2× Platinum - BPI: Platinum - GLF: Platinum - IFPI DEN: 4× Platinum - MC: 6× Platinum - RMNZ: 6× Platinum                                                |
| Beerbongs & Bentleys                                                                    | - Vydáno: 27. dubna 2018 - Vydavatelství: Republic            | 1                      | 1                      | 1                      | 1                      | 1                      | 1                      | 1                      | 1                      | 1                      | 1                      | - US: 472,000               | - RIAA: 5× Platinum - ARIA: 3× Platinum - BPI: 2× Platinum - GLF: 2× Platinum - IFPI DEN: 6× Platinum - IFPI NOR: 3× Platinum - MC: 8× Platinum - NVPI: Platinum - RMNZ: 6× Platinum |
| Hollywood's Bleeding                                                                    | - Vydáno: 6. září 2019 - Vydavatelství: Republic              | 1                      | 1                      | 1                      | 1                      | 1                      | 1                      | 1                      | 1                      | 3                      | 1                      | - US: 544,700 - CAN: 46,000 | - RIAA: 4× Platinum - ARIA: 2× Platinum - BPI: 2× Platinum - IFPI DEN: 5× Platinum - MC: 8× Platinum - RMNZ: 4× Platinum                                                             |
| Twelve Carat Toothache                                                                  | - Vydáno: 3. června 2022 - Vydavatelství: Republic, Mercury   | 2                      | 2                      | 1                      | 2                      | 3                      | 2                      | 1                      | 2                      | 3                      | 3                      | - US: 51,000                | - ARIA: Gold - BPI: Gold - GLF: Gold - IFPI DEN: Platinum - MC: Platinum - RMNZ: Platinum                                                                                            |
| Austin                                                                                  | - Vydáno: 8. července 2023 - Vydavatelství: Republic, Mercury | 2                      | 2                      | 4                      | 3                      | 2                      | 2                      | 2                      | 3                      | 3                      | 3                      | - US: 34,000                | - BPI: Silver |
| F-1 Trillion                                                                            | - Vydáno: 16. srpna 2024 - Vydavatelství: Republic, Mercury   | 1                      | 2                      | 1                      | 4                      | 5                      | 1                      | 1                      | 1                      | 3                      | 1                      | - US: 80,000                | - RIAA: Platinum - BPI: Gold - RMNZ: Gold |
| "—" značí, že se nahrávka neumístila v hitparádách nebo v tomto území ani nebyla vydána |                                                               |                        |                        |                        |                        |                        |                        |                        |                        |                        |                        |                             | |

### Koncertní alba
| Název              | Detaily                                                     | Umístění v hitparádách | Umístění v hitparádách | Umístění v hitparádách | Umístění v hitparádách |
| Název              | Detaily                                                     | US                     | CRO                    | GER                    | NLD                    |
| ------------------ | ----------------------------------------------------------- | ---------------------- | ---------------------- | ---------------------- | ---------------------- |
| Tribute to Nirvana | - Vydáno: 12. dubna 2025 - Vydavatelství: Republic, Mercury | 106                    | 21                     | 37                     | 46                     |

### Kompilační alba
| Název                  | Detaily                                                     | Umístění v hitparádách | Umístění v hitparádách | Umístění v hitparádách | Umístění v hitparádách | Umístění v hitparádách | Umístění v hitparádách | Umístění v hitparádách | Certifikace                      |
| Název                  | Detaily                                                     | US                     | US R&B /HH             | AUS                    | CAN                    | IRE                    | NZ                     | UK                     | Certifikace                      |
| ---------------------- | ----------------------------------------------------------- | ---------------------- | ---------------------- | ---------------------- | ---------------------- | ---------------------- | ---------------------- | ---------------------- | -------------------------------- |
| The Diamond Collection | - Vydáno: 21. dubna 2023 - Vydavatelství: Republic, Mercury | 11                     | 2                      | 3                      | 10                     | 6                      | 3                      | 14                     | - RMNZ: Platinum - BPI: Platinum |

## Mixtapy
| Název       | Detaily                                                |
| ----------- | ------------------------------------------------------ |
| Y.A.T.R.    | - Vydáno: 4. února 2014 - Vydavatelství: samovydavatel |
| August 26th | - Vydáno: 12. května 2016 - Vydavatelství: Republic    |

## Singly

### Jako hlavní umělec
| Název                                                                                   | Rok  | Umístění v hitparádách | Umístění v hitparádách | Umístění v hitparádách | Umístění v hitparádách | Umístění v hitparádách | Umístění v hitparádách | Umístění v hitparádách | Umístění v hitparádách | Umístění v hitparádách | Umístění v hitparádách | Certifikace | Album                                              |
| Název                                                                                   | Rok  | US                     | AUS                    | CAN                    | DEN                    | IRE                    | NLD                    | NOR                    | NZ                     | SWE                    | UK                     | Certifikace | Album                                              |
| --------------------------------------------------------------------------------------- | ---- | ---------------------- | ---------------------- | ---------------------- | ---------------------- | ---------------------- | ---------------------- | ---------------------- | ---------------------- | ---------------------- | ---------------------- | --- | -------------------------------------------------- |
| "White Iverson"                                                                         | 2015 | 14                     | —                      | 41                     | —                      | 91                     | —                      | —                      | —                      | —                      | 117                    | - RIAA: Diamond - ARIA: 4× Platinum - BPI: Platinum - IFPI DEN: Platinum - MC: 7× Platinum                                                                                       | Stoney                                             |
| "Too Young"                                                                             | 2015 | —                      | —                      | —                      | —                      | —                      | —                      | —                      | —                      | —                      | —                      | - RIAA: 2× Platinum - ARIA: Platinum - BPI: Silver - MC: 2× Platinum | Stoney                                             |
| "Go Flex"                                                                               | 2016 | 76                     | —                      | 74                     | —                      | 63                     | —                      | —                      | —                      | 54                     | 100                    | - RIAA: 6× Platinum - ARIA: 5× Platinum - BPI: Platinum - GLF: 2× Platinum - IFPI DEN: Platinum - MC: 7× Platinum                                                                | Stoney                                             |
| "Deja Vu" (feat. Justin Bieber)                                                         | 2016 | 75                     | —                      | 43                     | —                      | —                      | —                      | —                      | —                      | —                      | 63                     | - RIAA: Platinum - ARIA: 2× Platinum - BPI: Silver - IFPI DEN: Gold - MC: 2× Platinum                                                                                            | Stoney                                             |
| "Congratulations" (feat. Quavo)                                                         | 2017 | 8                      | 30                     | 14                     | 39                     | 35                     | 80                     | —                      | 21                     | 34                     | 26                     | - RIAA: 14× Platinum - ARIA: 10× Platinum - BPI: 2× Platinum - GLF: 3× Platinum - IFPI DEN: 2× Platinum - MC: Diamond - RMNZ: 2× Platinum                                        | Stoney                                             |
| "Rockstar" (feat. 21 Savage)                                                            | 2017 | 1                      | 1                      | 1                      | 1                      | 1                      | 2                      | 1                      | 1                      | 1                      | 1                      | - RIAA: Diamond - ARIA: 14× Platinum - BPI: 4× Platinum - GLF: 7× Platinum - IFPI DEN: 4× Platinum - IFPI NOR: 4× Platinum - MC: Diamond - NVPI: 4× Platinum - RMNZ: 9× Platinum | Beerbongs & Bentleys                               |
| "I Fall Apart"                                                                          | 2017 | 16                     | 2                      | 20                     | 36                     | 15                     | 73                     | 28                     | 1                      | 16                     | 19                     | - RIAA: Diamond - ARIA: 13× Platinum - BPI: 3× Platinum - GLF: 2× Platinum - IFPI DEN: Platinum - MC: Diamond - RMNZ: 3× Platinum                                                | Stoney                                             |
| "Candy Paint"                                                                           | 2017 | 34                     | 19                     | 27                     | 18                     | 31                     | 82                     | 38                     | 6                      | 39                     | 65                     | - RIAA: 3× Platinum - ARIA: 5× Platinum - BPI: Platinum - GLF: Platinum - IFPI DEN: Platinum - MC: 6× Platinum - NVPI: Gold - RMNZ: Platinum                                     | Beerbongs & Bentleys                               |
| "Psycho" (feat. Ty Dolla Sign)                                                          | 2018 | 1                      | 1                      | 1                      | 2                      | 2                      | 8                      | 2                      | 2                      | 1                      | 4                      | - RIAA: Diamond - ARIA: 9× Platinum - BPI: 2× Platinum - GLF: Platinum - IFPI DEN: 2× Platinum - IFPI NOR: Platinum - MC: Diamond - NVPI: Platinum - RMNZ: 2× Platinum           | Beerbongs & Bentleys                               |
| "Ball for Me" (feat. Nicki Minaj)                                                       | 2018 | 16                     | 14                     | 7                      | —                      | 23                     | 61                     | —                      | —                      | 47                     | 70                     | - RIAA: 3× Platinum - ARIA: 2× Platinum - BPI: Gold - MC: 4× Platinum | Beerbongs & Bentleys                               |
| "Better Now"                                                                            | 2018 | 3                      | 2                      | 3                      | 3                      | 4                      | 5                      | 1                      | 1                      | 1                      | 6                      | - RIAA: Diamond - ARIA: 10× Platinum - BPI: 3× Platinum - GLF: Platinum - IFPI DEN: 2× Platinum - IFPI NOR: Platinum - MC: Diamond - NVPI: 2× Platinum - RMNZ: 2× Platinum       | Beerbongs & Bentleys                               |
| "Sunflower" (se Swae Lee)                                                               | 2018 | 1                      | 1                      | 1                      | 3                      | 3                      | 33                     | 6                      | 1                      | 4                      | 3                      | - RIAA: 2× Diamond - ARIA: 20× Platinum - BPI: 5× Platinum - IFPI DEN: 3× Platinum - MC: Diamond - RMNZ: 9× Platinum                                                             | Spider-Man: Paralelní světy a Hollywood's Bleeding |
| "Wow"                                                                                   | 2018 | 2                      | 2                      | 3                      | 2                      | 2                      | 21                     | 1                      | 1                      | 2                      | 3                      | - RIAA: Diamond - ARIA: 10× Platinum - BPI: 3× Platinum - IFPI DEN: 2× Platinum - MC: Diamond - RMNZ: 2× Platinum                                                                | Hollywood's Bleeding                               |
| "Goodbyes" (feat. Young Thug)                                                           | 2019 | 3                      | 5                      | 5                      | 7                      | 4                      | 5                      | 6                      | 4                      | 4                      | 5                      | - RIAA: 3× Platinum - ARIA: 6× Platinum - BPI: Platinum - IFPI DEN: Platinum - MC: 7× Platinum - RMNZ: Platinum                                                                  | Hollywood's Bleeding                               |
| "Circles"                                                                               | 2019 | 1                      | 2                      | 2                      | 3                      | 2                      | 4                      | 2                      | 1                      | 7                      | 3                      | - RIAA: Diamond - ARIA: 16× Platinum - BPI: 3× Platinum - IFPI DEN: 3× Platinum - MC: Diamond - RMNZ: 6× Platinum                                                                | Hollywood's Bleeding                               |
| "Enemies" (feat. DaBaby)                                                                | 2019 | 16                     | 28                     | 15                     | 25                     | —                      | 32                     | 17                     | 37                     | 32                     | —                      | - RIAA: Platinum - ARIA: Platinum - BPI: Silver - MC: 3× Platinum | Hollywood's Bleeding                               |
| "Allergic"                                                                              | 2019 | 37                     | 45                     | 39                     | —                      | —                      | 56                     | 28                     | —                      | 55                     | —                      | - RIAA: Platinum - ARIA: Gold - MC: Platinum | Hollywood's Bleeding                               |
| "Take What You Want" (feat. Ozzy Osbourne a Travis Scott)                               | 2019 | 8                      | 30                     | 8                      | 19                     | 37                     | 37                     | 12                     | 30                     | 24                     | 22                     | - RIAA: 2× Platinum - ARIA: 2× Platinum - BPI: Gold - IFPI DEN: Gold - MC: 5× Platinum                                                                                           | Hollywood's Bleeding                               |
| "Only Wanna Be with You (Pokémon 25 Version)"                                           | 2021 | 74                     | —                      | 58                     | —                      | 55                     | —                      | 34                     | —                      | 33                     | 76                     | | Pokémon 25: The Album                              |
| "Life's a Mess II" (s Juice Wrld a Clever)                                              | 2021 | 97                     | —                      | 68                     | —                      | —                      | —                      | —                      | —                      | —                      | —                      | | Crazy                                              |
| "Motley Crew"                                                                           | 2021 | 13                     | 19                     | 9                      | 29                     | 24                     | 73                     | 21                     | 28                     | 37                     | 31                     | - ARIA: Platinum - BPI: Silver - MC: 2× Platinum | Singl bez alb                                      |
| "One Right Now" (s the Weeknd)                                                          | 2021 | 6                      | 9                      | 7                      | 12                     | 15                     | 35                     | 7                      | 19                     | 10                     | 20                     | - ARIA: 3× Platinum - BPI: Gold - GLF: Platinum - IFPI DEN: Gold - IFPI NOR: Gold - MC: 3× Platinum                                                                              | Twelve Carat Toothache                             |
| "Cooped Up" (feat. Roddy Ricch)                                                         | 2022 | 12                     | 10                     | 10                     | 21                     | 20                     | 70                     | 20                     | 8                      | 26                     | 18                     | - ARIA: Platinum - BPI: Silver - MC: Platinum | Twelve Carat Toothache                             |
| "I Like You (A Happier Song)" (feat. Doja Cat)                                          | 2022 | 3                      | 7                      | 5                      | 15                     | 15                     | 44                     | 13                     | 6                      | 23                     | 19                     | - ARIA: 5× Platinum - BPI: Gold - GLF: Gold - IFPI DEN: Gold - MC: 3× Platinum - RMNZ: 2× Platinum                                                                               | Twelve Carat Toothache                             |
| "Cooped up / Return of the Mack" (s Mark Morrison a Sickick)                            | 2022 | —                      | —                      | —                      | —                      | —                      | —                      | —                      | —                      | —                      | —                      | - ARIA: Platinum | Singl bez alb                                      |
| "Chemical"                                                                              | 2023 | 13                     | 13                     | 8                      | 16                     | 12                     | 12                     | 10                     | 15                     | 11                     | 11                     | - ARIA: 3× Platinum - BPI: Platinum - IFPI DEN: Gold - RMNZ: Gold | Austin                                             |
| "Mourning"                                                                              | 2023 | 36                     | 50                     | 40                     | —                      | 31                     | 78                     | —                      | 31                     | 55                     | 35                     | - ARIA: Gold | Austin                                             |
| "Overdrive"                                                                             | 2023 | 47                     | 68                     | 44                     | —                      | 47                     | —                      | —                      | —{                     | 50                     | 45                     | | Austin                                             |
| "Dial Drunk" (s Noah Kahan)                                                             | 2023 | 25                     | 45                     | 10                     | —                      | 11                     | —                      | —                      | 26                     | —                      | —                      | - RIAA: 2× Platinum - ARIA: Gold - BPI: Platinum - MC: 5× Platinum | Stick Season (Forever)                             |
| "Enough Is Enough"                                                                      | 2023 | 56                     | 62                     | 52                     | —                      | 57                     | 95                     | 20                     | —                      | 36                     | 52                     | - ARIA: Gold | Austin                                             |
| "I Had Some Help" (feat. Morgan Wallen)                                                 | 2024 | 1                      | 1                      | 1                      | 4                      | 1                      | 15                     | 1                      | 2                      | 3                      | 2                      | - RIAA: 5× Platinum - ARIA: 4× Platinum - BPI: Platinum - IFPI DEN: Platinum - RMNZ: 2× Platinum                                                                                 | F-1 Trillion                                       |
| "Pour Me a Drink" (feat. Blake Shelton)                                                 | 2024 | 12                     | 33                     | 12                     | —                      | 44                     | —                      | 20                     | 37                     | 46                     | 34                     | - RIAA: Platinum - BPI: Silver - RMNZ: Gold | F-1 Trillion                                       |
| "Guy for That" (feat. Luke Combs)                                                       | 2024 | 17                     | 18                     | 14                     | —                      | 24                     | 99                     | 15                     | 20                     | 38                     | 25                     | - BPI: Silver - RMNZ: Gold | F-1 Trillion                                       |
| "What Don't Belong to Me"                                                               | 2024 | 40                     | —                      | 38                     | —                      | —                      | —                      | —                      | —                      | —                      | —                      | | F-1 Trillion                                       |
| "Losers" (feat. Jelly Roll)                                                             | 2025 | 25                     | 95                     | 27                     | —                      | —                      | —                      | —                      | —                      | —                      |                        | | F-1 Trillion                                       |
| "—" značí, že se nahrávka neumístila v hitparádách nebo v tomto území ani nebyla vydána |      |                        |                        |                        |                        |                        |                        |                        |                        |                        |                        | |                                                    |

### Jako vedlejší umělec
| Název                                                                                   | Rok  | Umístění v hitparádách | Umístění v hitparádách | Umístění v hitparádách | Umístění v hitparádách | Umístění v hitparádách | Umístění v hitparádách | Umístění v hitparádách | Umístění v hitparádách | Umístění v hitparádách | Umístění v hitparádách | Certifikace | Album                         |
| Název                                                                                   | Rok  | US                     | AUS                    | CAN                    | DEN                    | IRE                    | NLD                    | NOR                    | NZ                     | SWE                    | UK                     | Certifikace | Album                         |
| --------------------------------------------------------------------------------------- | ---- | ---------------------- | ---------------------- | ---------------------- | ---------------------- | ---------------------- | ---------------------- | ---------------------- | ---------------------- | ---------------------- | ---------------------- | --- | ----------------------------- |
| "Burning Man" (Watt feat. Post Malone)                                                  | 2017 | —                      | —                      | —                      | —                      | —                      | —                      | —                      | —                      | —                      | —                      | | xXx: Návrat Xandera Cage      |
| "Homemade Dynamite" (Remix) (Lorde feat. Khalid, Post Malone, a SZA)                    | 2017 | 92                     | 23                     | 54                     | —                      | —                      | 92                     | —                      | 20                     | 84                     | —                      | - ARIA: 2× Platinum - MC: Platinum - RMNZ: Platinum                                                                                | Melodrama                     |
| "You" (Neptune feat. Post Malone)                                                       | 2018 | —                      | —                      | —                      | —                      | —                      | —                      | —                      | —                      | —                      | —                      | | You (EP)                      |
| "Jackie Chan" (Tiësto a Dzeko feat. Preme a Post Malone)                                | 2018 | 52                     | 13                     | 7                      | 6                      | 21                     | 7                      | 13                     | 7                      | 25                     | 5                      | - RIAA: 2× Platinum - ARIA: Platinum - BPI: 2× Platinum - GLF: 2× Platinum - IFPI DEN: Platinum - MC: 3× Platinum - RMNZ: Platinum | The London Sessions           |
| "Writing on the Wall" (French Montana feat. Post Malone, Cardi B, a Rvssian)            | 2019 | 56                     | 43                     | 18                     | —                      | —                      | —                      | 19                     | —                      | 40                     | 44                     | - RIAA: Gold - MC: Gold | Montana                       |
| "It's a Raid" (Ozzy Osbourne feat. Post Malone)                                         | 2020 | —                      | —                      | —                      | —                      | —                      | —                      | —                      | —                      | —                      | —                      | | Ordinary Man                  |
| "Tommy Lee" (Tyla Yaweh feat. Post Malone)                                              | 2020 | 65                     | 93                     | 37                     | —                      | —                      | —                      | —                      | —                      | 92                     | 56                     | - RIAA: Platinum - MC: Platinum | Singl bez alb                 |
| "Tap In" (Remix) (Saweetie feat. Post Malone, DaBaby, a Jack Harlow)                    | 2020 | —                      | —                      | —                      | —                      | —                      | —                      | —                      | —                      | —                      | —                      | | Pretty Bitch Music            |
| "Wolves" (Big Sean feat. Post Malone)                                                   | 2020 | 65                     | —                      | 56                     | —                      | —                      | —                      | —                      | —                      | —                      | —                      | - RIAA: Platinum | Detroit 2                     |
| "Spicy" (Ty Dolla Sign feat. Post Malone)                                               | 2020 | 53                     | 68                     | 29                     | —                      | —                      | —                      | 40                     | —                      | —                      | 71                     | | Featuring Ty Dolla Sign       |
| "I Did It" (DJ Khaled feat. Post Malone, Megan Thee Stallion, Lil Baby, a DaBaby)       | 2021 | 43                     | 99                     | 22                     | —                      | 53                     | —                      | —                      | —                      | 50                     | 53                     | - RIAA: Gold | Khaled Khaled                 |
| "Pickup Man" (Joe Diffie feat. Post Malone)                                             | 2023 | —                      | —                      | 80                     | —                      | —                      | —                      | —                      | —                      | —                      | —                      | | Hixtape: Vol. 3: Difftape     |
| "Fortnight" (Taylor Swift feat. Post Malone)                                            | 2024 | 1                      | 1                      | 1                      | 2                      | 2                      | 8                      | 4                      | 1                      | 4                      | 1                      | - ARIA: 2× Platinum - BPI: Platinum - RMNZ: Platinum - IFPI DEN: Platinum                                                          | The Tortured Poets Department |
| "—" značí, že se nahrávka neumístila v hitparádách nebo v tomto území ani nebyla vydána |      |                        |                        |                        |                        |                        |                        |                        |                        |                        |                        | |                               |

### Promo singly
| Název                                                                                   | Rok  | Umístění v hitparádách | Umístění v hitparádách | Umístění v hitparádách | Umístění v hitparádách | Umístění v hitparádách | Umístění v hitparádách | Umístění v hitparádách | Umístění v hitparádách | Umístění v hitparádách | Certifikace                                      | Album           |
| Název                                                                                   | Rok  | US                     | US R&B /HH Bub.        | AUS                    | CAN                    | IRE                    | NOR                    | SWE                    | UK                     | WW                     | Certifikace                                      | Album           |
| --------------------------------------------------------------------------------------- | ---- | ---------------------- | ---------------------- | ---------------------- | ---------------------- | ---------------------- | ---------------------- | ---------------------- | ---------------------- | ---------------------- | ------------------------------------------------ | --------------- |
| "Patient"                                                                               | 2016 | —                      | 8                      | —                      | 97                     | —                      | —                      | —                      | —                      | —                      | - RIAA: Platinum - ARIA: Platinum - MC: Platinum | Stoney          |
| "Leave"                                                                                 | 2016 | —                      | —                      | —                      | —                      | —                      | —                      | —                      | —                      | —                      | - RIAA: Platinum - MC: Platinum                  | Stoney          |
| "I Ain't Comin' Back" (s Morgan Wallen)                                                 | 2025 | 8                      | —                      | 56                     | 14                     | 49                     | 36                     | 68                     | 50                     | 20                     |                                                  | I'm the Problem |
| "—" značí, že se nahrávka neumístila v hitparádách nebo v tomto území ani nebyla vydána |      |                        |                        |                        |                        |                        |                        |                        |                        |                        |                                                  |                 |

## Další umístěné a certifikované písně
| Název                                                                                   | Rok  | Umístění v hitparádách | Umístění v hitparádách | Umístění v hitparádách | Umístění v hitparádách | Umístění v hitparádách | Umístění v hitparádách | Umístění v hitparádách | Umístění v hitparádách | Umístění v hitparádách | Umístění v hitparádách | Certifikace                                                          | Album                  |
| Název                                                                                   | Rok  | US                     | US R&B /HH             | US Rap                 | AUS                    | CAN                    | IRE                    | NLD                    | NZ                     | SWE                    | UK                     | Certifikace                                                          | Album                  |
| --------------------------------------------------------------------------------------- | ---- | ---------------------- | ---------------------- | ---------------------- | ---------------------- | ---------------------- | ---------------------- | ---------------------- | ---------------------- | ---------------------- | ---------------------- | -------------------------------------------------------------------- | ---------------------- |
| "Broken Whiskey Glass"                                                                  | 2016 | —                      | —                      | —                      | —                      | —                      | —                      | —                      | —                      | —                      | —                      | - MC: Platinum                                                       | Stoney                 |
| "Big Lie"                                                                               | 2016 | —                      | —                      | —                      | —                      | —                      | —                      | —                      | —                      | —                      | —                      | - RIAA: Platinum - ARIA: Platinum - BPI: Silver - MC: Platinum       | Stoney                 |
| "No Option"                                                                             | 2016 | —                      | —                      | —                      | —                      | —                      | —                      | —                      | —                      | —                      | —                      | - RIAA: Platinum - BPI: Silver - MC: 2× Platinum                     | Stoney                 |
| "Cold"                                                                                  | 2016 | —                      | —                      | —                      | —                      | —                      | —                      | —                      | —                      | —                      | —                      | - MC: Gold                                                           | Stoney                 |
| "Feel" (feat. Kehlani)                                                                  | 2016 | —                      | —                      | —                      | —                      | —                      | —                      | —                      | —                      | —                      | —                      | - RIAA: Platinum - MC: Platinum                                      | Stoney                 |
| "Up There"                                                                              | 2016 | —                      | —                      | —                      | —                      | —                      | —                      | —                      | —                      | —                      | —                      | - RIAA: Platinum - MC: Platinum                                      | Stoney                 |
| "Yours Truly, Austin Post"                                                              | 2016 | —                      | —                      | —                      | —                      | —                      | —                      | —                      | —                      | —                      | —                      | - RIAA: Platinum - MC: Platinum                                      | Stoney                 |
| "Hit This Hard"                                                                         | 2016 | —                      | —                      | —                      | —                      | —                      | —                      | —                      | —                      | —                      | —                      | - MC: Gold                                                           | Stoney                 |
| "Money Made Me Do It" (feat. 2 Chainz)                                                  | 2016 | —                      | —                      | —                      | —                      | —                      | —                      | —                      | —                      | —                      | —                      | - RIAA: Platinum - MC: Platinum                                      | Stoney                 |
| "Feeling Whitney"                                                                       | 2016 | —                      | —                      | —                      | —                      | —                      | —                      | —                      | —                      | —                      | —                      | - RIAA: Platinum - ARIA: 2× Platinum - BPI: Gold - MC: 3× Platinum   | Stoney                 |
| "Notice Me" (Migos feat. Post Malone)                                                   | 2018 | 52                     | 26                     | 24                     | —                      | 35                     | —                      | —                      | —                      | —                      | —                      | - RIAA: Platinum - MC: Gold                                          | Culture II             |
| "Paranoid"                                                                              | 2018 | 11                     | 7                      | 7                      | 10                     | 6                      | 7                      | 33                     | 7                      | 16                     | 11                     | - RIAA: Platinum - ARIA: Platinum - BPI: Gold - MC: 2× Platinum      | Beerbongs & Bentleys   |
| "Spoil My Night" (feat. Swae Lee)                                                       | 2018 | 15                     | 10                     | —                      | 19                     | 12                     | 18                     | 43                     | —                      | 32                     | —                      | - RIAA: Platinum - ARIA: Platinum - BPI: Silver - MC: 2× Platinum    | Beerbongs & Bentleys   |
| "Rich & Sad"                                                                            | 2018 | 14                     | 9                      | —                      | 21                     | 13                     | 21                     | 54                     | 26                     | 31                     | —                      | - RIAA: Platinum - ARIA: Platinum - BPI: Silver - MC: 2× Platinum    | Beerbongs & Bentleys   |
| "Over Now"                                                                              | 2018 | 24                     | 16                     | 13                     | 27                     | 20                     | 19                     | 60                     | —                      | 34                     | —                      | - RIAA: 2× Platinum - ARIA: Platinum - BPI: Gold - MC: 2× Platinum   | Beerbongs & Bentleys   |
| "Zack and Codeine"                                                                      | 2018 | 23                     | 15                     | 12                     | 32                     | 17                     | 22                     | 63                     | —                      | 54                     | —                      | - RIAA: Platinum - ARIA: Platinum - BPI: Silver - MC: Platinum       | Beerbongs & Bentleys   |
| "Same Bitches" (feat. G-Eazy a YG)                                                      | 2018 | 20                     | 13                     | 10                     | 25                     | 18                     | 26                     | 65                     | —                      | 57                     | —                      | - RIAA: Platinum - ARIA: Platinum - BPI: Silver - MC: 2× Platinum    | Beerbongs & Bentleys   |
| "Stay"                                                                                  | 2018 | 17                     | —                      | —                      | 30                     | 15                     | 16                     | 66                     | 20                     | 48                     | —                      | - RIAA: Platinum - ARIA: 2× Platinum - BPI: Gold - MC: 3× Platinum   | Beerbongs & Bentleys   |
| "Takin' Shots"                                                                          | 2018 | 29                     | 18                     | 15                     | 36                     | 22                     | 25                     | 72                     | —                      | 52                     | —                      | - RIAA: Platinum - ARIA: Gold - BPI: Silver - MC: Platinum           | Beerbongs & Bentleys   |
| "Otherside"                                                                             | 2018 | 46                     | 29                     | —                      | 41                     | 30                     | 28                     | 79                     | —                      | 60                     | —                      | - RIAA: Platinum - ARIA: Gold - BPI: Silver - MC: Platinum           | Beerbongs & Bentleys   |
| "92 Explorer"                                                                           | 2018 | 40                     | 26                     | 19                     | 44                     | 26                     | 29                     | 86                     | —                      | 63                     | —                      | - RIAA: 2× Platinum - ARIA: Platinum - BPI: Silver - MC: 2× Platinum | Beerbongs & Bentleys   |
| "Blame It on Me"                                                                        | 2018 | 47                     | 30                     | —                      | 43                     | 32                     | 33                     | 94                     | —                      | 72                     | —                      | - RIAA: Platinum - ARIA: Gold - BPI: Silver - MC: Platinum           | Beerbongs & Bentleys   |
| "Sugar Wraith"                                                                          | 2018 | 57                     | 37                     | —                      | 58                     | 44                     | 42                     | —                      | —                      | 77                     | —                      | - RIAA: Platinum - ARIA: Gold - BPI: Silver - MC: Platinum           | Beerbongs & Bentleys   |
| "Jonestown (Interlude)"                                                                 | 2018 | 73                     | 45                     | —                      | —                      | 57                     | 51                     | —                      | —                      | —                      | —                      | - MC: Gold                                                           | Beerbongs & Bentleys   |
| "All My Friends" (21 Savage feat. Post Malone)                                          | 2018 | 67                     | 23                     | 21                     | —                      | 73                     | —                      | —                      | —                      | —                      | —                      |                                                                      | I Am > I Was           |
| "Celebrate" (DJ Khaled feat. Travis Scott a Post Malone)                                | 2019 | 52                     | 23                     | 19                     | —                      | 37                     | —                      | —                      | —                      | —                      | —                      | - RIAA: Gold                                                         | Father of Asahd        |
| "Hollywood's Bleeding"                                                                  | 2019 | 15                     | —                      | —                      | 17                     | 12                     | 8                      | 20                     | 18                     | 12                     | 11                     | - RIAA: Platinum - ARIA: 2× Platinum - BPI: Silver - MC: 2× Platinum | Hollywood's Bleeding   |
| "Saint-Tropez"                                                                          | 2019 | 18                     | 10                     | 8                      | 19                     | 10                     | 12                     | 23                     | 17                     | 10                     | 52                     | - RIAA: Platinum - ARIA: Platinum - BPI: Silver - MC: 2× Platinum    | Hollywood's Bleeding   |
| "A Thousand Bad Times"                                                                  | 2019 | 29                     | —                      | —                      | 39                     | 29                     | —                      | 44                     | —                      | 43                     | —                      | - RIAA: Platinum - ARIA: Gold - BPI: Silver - MC: Platinum           | Hollywood's Bleeding   |
| "Die for Me" (feat. Future a Halsey)                                                    | 2019 | 20                     | 11                     | 9                      | 23                     | 21                     | —                      | 38                     | —                      | 39                     | —                      | - RIAA: Platinum - ARIA: Platinum - BPI: Silver - MC: 2× Platinum    | Hollywood's Bleeding   |
| "On the Road" (feat. Meek Mill a Lil Baby)                                              | 2019 | 22                     | 13                     | 11                     | 35                     | 22                     | —                      | 41                     | —                      | 47                     | —                      | - RIAA: Platinum - ARIA: Platinum - BPI: Silver - MC: 2× Platinum    | Hollywood's Bleeding   |
| "I'm Gonna Be"                                                                          | 2019 | 33                     | —                      | —                      | 54                     | 35                     | —                      | 65                     | —                      | 69                     | —                      | - RIAA: Platinum - ARIA: Gold - MC: Platinum                         | Hollywood's Bleeding   |
| "Staring at the Sun" (feat. SZA)                                                        | 2019 | 34                     | —                      | —                      | 48                     | 38                     | —                      | 70                     | —                      | 71                     | —                      | - RIAA: Platinum - ARIA: Gold - MC: Platinum                         | Hollywood's Bleeding   |
| "Internet"                                                                              | 2019 | 58                     | 25                     | 22                     | 77                     | 53                     | —                      | 91                     | —                      | —                      | —                      | - MC: Gold                                                           | Hollywood's Bleeding   |
| "Myself"                                                                                | 2019 | 52                     | —                      | —                      | 71                     | 47                     | —                      | 85                     | —                      | 89                     | —                      | - ARIA: Gold - MC: Platinum                                          | Hollywood's Bleeding   |
| "I Know"                                                                                | 2019 | 53                     | 24                     | 21                     | 76                     | 52                     | —                      | 90                     | —                      | 96                     | —                      | - ARIA: Gold - MC: Gold                                              | Hollywood's Bleeding   |
| "Forever" (Justin Bieber feat. Post Malone a Clever)                                    | 2020 | 24                     | 13                     | —                      | 29                     | 20                     | 23                     | 31                     | 32                     | 10                     | 29                     | - RIAA: Gold - ARIA: Gold                                            | Changes                |
| "Livin It Up" (s Young Thug a ASAP Rocky)                                               | 2021 | 68                     | —                      | —                      | —                      | 62                     | —                      | —                      | —                      | —                      | —                      |                                                                      | Punk                   |
| "Reputation"                                                                            | 2022 | 54                     | —                      | —                      | —                      | 43                     | —                      | —                      | —                      | —                      | —                      |                                                                      | Twelve Carat Toothache |
| "Lemon Tree"                                                                            | 2022 | 53                     | —                      | —                      | —                      | 35                     | 41                     | —                      | —                      | —                      | 40                     |                                                                      | Twelve Carat Toothache |
| "Wrapped Around Your Finger"                                                            | 2022 | 47                     | —                      | —                      | —                      | 38                     | —                      | —                      | —                      | —                      | —                      |                                                                      | Twelve Carat Toothache |
| "I Cannot Be (A Sadder Song)" (feat. Gunna)                                             | 2022 | 46                     | 8                      | 8                      | —                      | 34                     | —                      | —                      | —                      | —                      | —                      |                                                                      | Twelve Carat Toothache |
| "Insane"                                                                                | 2022 | 62                     | 14                     | 14                     | —                      | 52                     | —                      | —                      | —                      | —                      | —                      |                                                                      | Twelve Carat Toothache |
| "Love/Hate Letter to Alcohol" (feat. Fleet Foxes)                                       | 2022 | 70                     | —                      | —                      | —                      | 55                     | —                      | —                      | —                      | —                      | —                      |                                                                      | Twelve Carat Toothache |
| "Wasting Angels" (feat. the Kid Laroi)                                                  | 2022 | 56                     | —                      | —                      | 30                     | 30                     | —                      | —                      | —                      | 89                     | —                      |                                                                      | Twelve Carat Toothache |
| "Euthanasia"                                                                            | 2022 | 100                    | —                      | —                      | —                      | 87                     | —                      | —                      | —                      | —                      | —                      |                                                                      | Twelve Carat Toothache |
| "When I'm Alone"                                                                        | 2022 | 97                     | —                      | —                      | —                      | 86                     | —                      | —                      | —                      | —                      | —                      |                                                                      | Twelve Carat Toothache |
| "Waiting for a Miracle"                                                                 | 2022 | —                      | —                      | —                      | —                      | —                      | —                      | —                      | —                      | —                      | —                      |                                                                      | Twelve Carat Toothache |
| "New Recording 12, Jan 3, 2020"                                                         | 2022 | —                      | —                      | —                      | —                      | —                      | —                      | —                      | —                      | —                      | —                      |                                                                      | Twelve Carat Toothache |
| "Sober" (YG feat. Roddy Ricch a Post Malone)                                            | 2022 | —                      | —                      | —                      | —                      | —                      | —                      | —                      | —                      | —                      | —                      |                                                                      | I Got Issues           |
| "What You Say" (YoungBoy Never Broke Again feat. Post Malone a the Kid Laroi)           | 2023 | —                      | 47                     | —                      | —                      | —                      | —                      | —                      | —                      | —                      | —                      |                                                                      | Don't Try This at Home |
| "Don't Understand"                                                                      | 2023 | 88                     | —                      | —                      | —                      | 78                     | —                      | —                      | —                      | —                      | —                      |                                                                      | Austin                 |
| "Something Real"                                                                        | 2023 | 67                     | —                      | —                      | —                      | 62                     | 65                     | —                      | —                      | —                      | —                      |                                                                      | Austin                 |
| "Novacandy"                                                                             | 2023 | 90                     | —                      | —                      | —                      | 81                     | —                      | —                      | —                      | —                      | —                      |                                                                      | Austin                 |
| "Too Cool to Die"                                                                       | 2023 | 87                     | —                      | —                      | —                      | 74                     | —                      | —                      | —                      | —                      | —                      |                                                                      | Austin                 |
| "Sign Me Up"                                                                            | 2023 | —                      | —                      | —                      | —                      | 90                     | —                      | —                      | —                      | —                      | —                      |                                                                      | Austin                 |
| "Socialite"                                                                             | 2023 | —                      | —                      | —                      | —                      | 93                     | —                      | —                      | —                      | —                      | —                      |                                                                      | Austin                 |
| "Speedometer"                                                                           | 2023 | —                      | —                      | —                      | —                      | —                      | —                      | —                      | —                      | —                      | —                      |                                                                      | Austin                 |
| "Hold My Breath"                                                                        | 2023 | —                      | —                      | —                      | —                      | —                      | —                      | —                      | —                      | —                      | —                      |                                                                      | Austin                 |
| "Texas Tea"                                                                             | 2023 | —                      | —                      | —                      | —                      | —                      | —                      | —                      | —                      | —                      | —                      |                                                                      | Austin                 |
| "Buyer Beware"                                                                          | 2023 | —                      | —                      | —                      | —                      | —                      | —                      | —                      | —                      | —                      | —                      |                                                                      | Austin                 |
| "Landmine"                                                                              | 2023 | —                      | —                      | —                      | —                      | —                      | —                      | —                      | —                      | —                      | —                      |                                                                      | Austin                 |
| "Laugh It Off"                                                                          | 2023 | —                      | —                      | —                      | —                      | —                      | —                      | —                      | —                      | —                      | —                      |                                                                      | Austin                 |
| "Levii's Jeans" (s Beyoncé)                                                             | 2024 | 16                     | —                      | —                      | 73                     | 41                     | —                      | —                      | —                      | —                      | —                      |                                                                      | Cowboy Carter          |
| "Wrong Ones" (feat. Tim McGraw)                                                         | 2024 | 23                     | —                      | —                      | —                      | 24                     | —                      | —                      | —                      | —                      | —                      |                                                                      | F-1 Trillion           |
| "Finer Things" (feat. Hank Williams Jr.)                                                | 2024 | 42                     | —                      | —                      | —                      | 39                     | —                      | —                      | —                      | —                      | —                      |                                                                      | F-1 Trillion           |
| "Have the Heart" (feat. Dolly Parton)                                                   | 2024 | 56                     | —                      | —                      | —                      | 44                     | —                      | —                      | —                      | —                      | —                      |                                                                      | F-1 Trillion           |
| "Goes Without Saying" (feat. Brad Paisley)                                              | 2024 | 56                     | —                      | —                      | —                      | 47                     | —                      | —                      | —                      | —                      | —                      |                                                                      | F-1 Trillion           |
| "Nosedive" (feat. Lainey Wilson)                                                        | 2024 | 50                     | —                      | —                      | —                      | 43                     | —                      | —                      | —                      | —                      | —                      |                                                                      | F-1 Trillion           |
| "Devil I've Been" (feat. Ernest)                                                        | 2024 | 66                     | —                      | —                      | —                      | 57                     | —                      | —                      | —                      | —                      | —                      |                                                                      | F-1 Trillion           |
| "Never Love You Again" (feat. Sierra Ferrell)                                           | 2024 | 78                     | —                      | —                      | —                      | 62                     | —                      | —                      | —                      | —                      | —                      |                                                                      | F-1 Trillion           |
| "Missin' You Like This" (feat. Luke Combs)                                              | 2024 | 63                     | —                      | —                      | —                      | 53                     | —                      | —                      | —                      | —                      | —                      |                                                                      | F-1 Trillion           |
| "California Sober" (feat. Chris Stapleton)                                              | 2024 | 34                     | —                      | —                      | —                      | 30                     | —                      | —                      | —                      | 93                     | —                      |                                                                      | F-1 Trillion           |
| "Hide My Gun" (feat. Hardy)                                                             | 2024 | 65                     | —                      | —                      | —                      | 51                     | —                      | —                      | —                      | —                      | —                      |                                                                      | F-1 Trillion           |
| "Right About You"                                                                       | 2024 | 88                     | —                      | —                      | —                      | 70                     | —                      | —                      | —                      | —                      | —                      |                                                                      | F-1 Trillion           |
| "M-E-X-I-C-O" (feat. Billy Strings)                                                     | 2024 | 83                     | —                      | —                      | —                      | 71                     | —                      | —                      | —                      | —                      | —                      |                                                                      | F-1 Trillion           |
| "Yours"                                                                                 | 2024 | 54                     | —                      | —                      | —                      | 35                     | —                      | —                      | —                      | —                      | —                      |                                                                      | F-1 Trillion           |
| "—" značí, že se nahrávka neumístila v hitparádách nebo v tomto území ani nebyla vydána |      |                        |                        |                        |                        |                        |                        |                        |                        |                        |                        |                                                                      |                        |

## Spoluumělec
| Název                                                  | Rok  | Další umělec                                                                | Album                                            |
| ------------------------------------------------------ | ---- | --------------------------------------------------------------------------- | ------------------------------------------------ |
| "On God"                                               | 2015 | Zuse                                                                        | Trap Zuse                                        |
| "Getcha Some"                                          | 2015 | Chevy Woods, PJ                                                             | The 48 Hunnid Project                            |
| "Came Up"                                              | 2015 | Key!                                                                        | žádné                                            |
| "Tryna Fuck Me Over"                                   | 2015 | 50 Cent                                                                     | The Kanan Tape                                   |
| "Embarrassed"                                          | 2015 | Gucci Mane, Riff Raff, Lil B                                                | East Atlanta Santa 2: The Night Guwop Stole Xmas |
| "The Meaning"                                          | 2016 | FKi 1st                                                                     | First Time for Everything (Part 1)               |
| "OMG"                                                  | 2016 | Coke Boy Zack, Quavo, Velous                                                | Here's Half                                      |
| "BonBon" (Remix)                                       | 2016 | Era Istrefi                                                                 | žádné                                            |
| "Camera"                                               | 2016 | DJ Drama, FKi 1st, Lil Uzi Vert, Mac Miller                                 | Quality Street Music 2                           |
| "Winner Time"                                          | 2016 | Sauce Lord Rich                                                             | Know Me: King Wolf                               |
| "Write Our Names"                                      | 2016 | Moxie Raia                                                                  | 931                                              |
| "Malibu"                                               | 2016 | 24hrs                                                                       | Sunset Blvd                                      |
| "Too Late"                                             | 2017 | Trae tha Truth                                                              | Tha Truth: Part Three                            |
| "Burning Man"                                          | 2017 | Andrew Watt                                                                 | žádné                                            |
| "What About Me"                                        | 2018 | Lil Wayne                                                                   | Tha Carter V (Deluxe)                            |
| "All My Friends"                                       | 2018 | 21 Savage                                                                   | I Am > I Was                                     |
| "If I Can Dream" (From the NBC Elvis All-Star Tribute) | 2019 | Elvis Presley, Shawn Mendes, Darius Rucker, Blake Shelton, Carrie Underwood | The Best of the '68 Comeback Special             |
| "Celebrate"                                            | 2019 | DJ Khaled, Travis Scott                                                     | Father of Asahd                                  |
| "Forever"                                              | 2020 | Justin Bieber, Clever                                                       | Changes                                          |
| "V12"                                                  | 2020 | Rich the Kid                                                                | Boss Man                                         |
| "Livin It Up"                                          | 2021 | Young Thug, ASAP Rocky                                                      | Punk                                             |
| "Sober"                                                | 2022 | YG, Roddy Ricch                                                             | I Got Issues                                     |
| "What You Say"                                         | 2023 | YoungBoy Never Broke Again, The Kid Laroi                                   | Don't Try This at Home                           |
| "Levii's Jeans"                                        | 2024 | Beyoncé                                                                     | Cowboy Carter                                    |

## Videoklipy

### Jako hlavní umělec
| Název                                            | Rok  | Režisér                      |
| ------------------------------------------------ | ---- | ---------------------------- |
| "White Iverson"                                  | 2015 | Van Alpert                   |
| "Too Young"                                      | 2015 | John Rawlins                 |
| "Boy Bandz"                                      | 2015 | John Rawlins                 |
| "Go Flex"                                        | 2016 | James DeFina Chris Velona    |
| "Congratulations" (feat. Quavo)                  | 2017 | James DeFina                 |
| "Rockstar" (feat. 21 Savage)                     | 2017 | Emil Nava                    |
| "Psycho" (feat. Ty Dolla Sign)                   | 2018 | James DeFina                 |
| "Better Now"                                     | 2018 | Adam Degross                 |
| "Sunflower" (Animated video) (se Swae Lee)       | 2018 | Olivier Mouroux Erik Counter |
| "Wow" (Animated video)                           | 2018 | Jaime Restrepo               |
| "Sunflower" (se Swae Lee)                        | 2019 | neznámé                      |
| "Wow"                                            | 2019 | James DeFina                 |
| "Wow (Remix)" (feat. Roddy Ricch a Tyga)         | 2019 | Chris Villa James DeFina     |
| "Goodbyes" (feat. Young Thug)                    | 2019 | Colin Tilley                 |
| "Goodbyes" (Rated PG version) (feat. Young Thug) | 2019 | Colin Tilley                 |
| "Circles"                                        | 2019 | Colin Tilley                 |
| "Saint-Tropez"                                   | 2019 | Chris Villa                  |
| "Circles" (Animated video)                       | 2019 | Jaime Restrepo               |
| "Circles" (Blue vertical video)                  | 2020 | neznámé                      |
| "Circles" (Red vertical video)                   | 2020 | neznámé                      |
| "Motley Crew"                                    | 2021 | Cole Bennett                 |
| "One Right Now"(s the Weeknd)                    | 2021 | Tanu Muino                   |
| "Cooped Up" (feat. Roddy Ricch)                  | 2022 | Andre Bato                   |
| "Insane"                                         | 2022 | neznámé                      |
| "I Like You (A Happier Song)" (feat. Doja Cat)   | 2022 | Child                        |
| "Chemical"                                       | 2023 | Alfred Marroquin             |
| "Mourning"                                       | 2023 | neznámé                      |
| "I Had Some Help" (feat. Morgan Wallen)          | 2024 | Chris Villa                  |
| "Pour Me a Drink" (feat. Blake Shelton)          | 2024 | Chris Villa                  |
| "Guy for That" (feat. Luke Combs)                | 2024 | Chris Villa                  |

### Jako vedlejší umělec
| Název | Rok  | Režisér                          |
| --- | ---- | -------------------------------- |
| "The Meaning" (FKi 1st feat. Post Malone)                                                                         | 2016 | John Rawl JMP                    |
| "Fade" (Kanye West feat. Ty Dolla Sign a Post Malone)                                                             | 2016 | Eli Linnetz                      |
| "Burning Man" (Watt feat. Post Malone)                                                                            | 2017 | Phillip R. López                 |
| "You" (Neptune feat. Post Malone)                                                                                 | 2018 | neznámé                          |
| "Jackie Chan" (Tiësto a Dzeko feat. Preme a Post Malone)                                                          | 2018 | Jay Martin                       |
| "If I Can Dream" (Elvis Presley feat. Post Malone, Shawn Mendes, Darius Rucker, Blake Shelton a Carrie Underwood) | 2019 | neznámé                          |
| "Celebrate" (DJ Khaled feat. Travis Scott a Post Malone)                                                          | 2019 | Joseph Kahn                      |
| "Writing on the Wall" (French Montana feat. Post Malone, Cardi B a Rvssian)                                       | 2019 | Myles Whittingham French Montana |
| "Forever" (Justin Bieber feat. Post Malone a Clever)                                                              | 2020 | Nick DeMoura                     |
| "Tommy Lee" (Tyla Yaweh feat. Post Malone)                                                                        | 2020 | Chris Villa                      |
| "Tommy Lee" (Bonus footage version) (Tyla Yaweh feat. Post Malone)                                                | 2020 | Chris Villa                      |
| "Tommy Lee (Tommy Lee Remix)" (Tyla Yaweh a Tommy Lee feat- Post Malone)                                          | 2020 | Chris Villa                      |
| "Tommy Lee (Saint Jhn Remix)" (Tyla Yaweh feat. Saint Jhn a Post Malone)                                          | 2020 | neznámé                          |
| "Wolves" (Big Sean feat. Post Malone)                                                                             | 2020 | Kid                              |
| "Spicy" (Ty Dolla Sign feat. Post Malone)                                                                         | 2020 | James Larese                     |
| "Tap In (Remix)" (Saweetie feat. Post Malone, DaBaby, a Jack Harlow)                                              | 2020 | KDC Visions Aylo                 |
| "It's a Raid" (Ozzy Osbourne feat. Post Malone)                                                                   | 2021 | Patrik Pope                      |
| "Fortnight" (Taylor Swift feat. Post Malone)                                                                      | 2024 | Taylor Swift                     |